# Scratch (програмски језик)
 (транскр. Скрач) је програмски језик високог нивоа. То је визуелни програмски језик који садржи елементе објектно оријентисаног програмирања. Омогућава једноставно креирање нити, синхронизацију њиховог рада и међусобну комуникацију.
Намењен је младим људима и свима осталим који желе да користе програмирање као начин креативног изражавања. Примењује се у образовању у области мултимедије и програмирања.
Скрач је такође и назив за графичко окружење за развој програма писаних у програмском језику скрач. Основна верзија развојног окружења извршава се у прегледачу интернета. Ово развојно окружење омогућава директно објављивање креираног програма као и сарадњу са другим скрач програмерима. Постоје верзије овог развојног окружења за Линукс, Mac OS X и Microsoft Windows оперативне системе. Скрач развојно окружење је отвореног кода.
Комплетно окружење и програмски језик су прилагођени локализацији. Скрач може да се користи на више од педесет различитих говорних језика.

## Синтакса
Скрач је визуелни програмски језик. Веома је тешко, ако је уопште могуће, направити синтаксну грешку програмирајући у скрачу.
Програм се формира од блокова који су визуелно представљени. Програмер уклапа блокове формирајући програм. Избор блокова који ће да се повежу врши се према њиховом облику. Постоји визуелна повратна информација о томе да ли су уклопљени одговарајући блокови.
Нешто мало синтаксе је везано за писање бројева, имена променљивих и листа. Она је интуитивно схватљива и програмеру на нивоу детета школског узраста.
Синтакса, у изворном смислу, каква постоји код класичних програмских језика где је програм текст, не постоји у програмском језику скрач. Творци језика су на овај начин отклонили значајну препреку у првим корацима учења програмирања.

## Скрач 3.0
Верзија скрач програмског језика и развојног окружења садржи више значајних новина. Само развојно окружење и интерпретатор језика могу да се нађу на удаљеном рачунару на интернету. Њихово преузимање се врши приликом приступа веб страници скрача 3.0 путем интернет прегледача. Неке од осталих значајних новина су процедуре (могућност да се изграде нови градивни блокови језика), векторска графика, могућност да се подаци чувају путем интернета на удаљеном рачунару и прибављају са њега.
Скрипта која приказује "Здраво свете!"

### Врсте блокова
| Име                   | Употреба (коришћење)                                                                | Пример блокова                                                         |
| --------------------- | ----------------------------------------------------------------------------------- | ---------------------------------------------------------------------- |
| Почетни               | Користе се да би се, након што се изврши радња у овом блоку, отпочео код испод њега | When recieves [...] , when flag clicked, when this sprite* clicked ... |
| Код                   | Ово су уобичајени блокови у скречу. Од њих се прави слагалица која представља код.  | broadcast [...], set [...] to [...], turn left [...] degrees ...       |
| C-блок                | Ови блокови су тако названи због свог изгледа.                                      | if [...], repeat [...], repeat until [...] ...                         |
| Варијабле(променљиве) | Варијабле служе за слање неког броја или текста.                                    | (name of variable) , (...) + (...), (...) = (...)                      |
| Булони (Boolean)      | Булони служе за слање речи ,, истина(true) или ,, нетачно(false)                    | key [...] pressed , touching [...] , <> and <> ...                     |